# Азійсько-Тихоокеанська астрономічна олімпіада
Азійсько-Тихоокеанська астрономічна олімпіада (англ. Asian-Pacific Astronomy Olympiad, APAO) - щорічне змагання з астрономії серед школярів 14-18 років з країн Азійсько-Тихоокеанського регіону. Олімпіада є «дочірньою структурою» Міжнародної астрономічної олімпіади школярів. Основне завдання олімпіади – залучення талановитої молоді до проблем астрономії та інших фундаментальних наук.
В Азіатсько-Тихоокеанських астрономічних олімпіадах брали участь команди з Бангладеш, Камбоджі, Китаю, Киргизії, Індонезії, Казахстану, Кореї, Непалу, Пакистану, азійської частини Росії, Сінгапуру, Таїланду.
Місцем проведення олімпіади в різні роки бували Росія, Китай, Киргизстан, Південна Корея, Індонезія, Казахстан, Бангладеш, Іран.